# It's All Over Now

It's All Over Now est une chanson écrite et composée par Bobby Womack et Shirley Womack. Elle est enregistrée pour la première fois en 1964 par The Valentinos (en), groupe entièrement composé de membres de la famille Womack. Sortie en 45 tours, elle se classe no 94 des ventes aux États-Unis.
Les Rolling Stones découvrent la chanson durant leur première tournée en Amérique du Nord et décident d'en enregistrer une reprise. Leur version se classe en tête des ventes au Royaume-Uni : c'est le premier no 1 de l'histoire du groupe. Aux États-Unis, où elle figure sur l'album 12 X 5, elle atteint seulement la 26e place.

## Reprise des Rolling Stones
Singles de The Rolling Stones
Not Fade Away
(1964) Little Red Rooster
(1964)

### Genèse et enregistrement
Lors de leur arrivée à New York le 1er juin 1964 pour commencer leur première tournée américaine, les Rolling Stones sont abordés par le disc jockey Murray the K, ayant joué un rôle majeur dans la British Invasion, qui leur fait écouter la chanson It's All Over Now que les Valentinos ont enregistrés plus tôt et les convainc de la reprendre pour élargir leur répertoire.
Neuf jours plus tard, le 10 juin 1964, le groupe se rend aux fameux studios Chess au 2120 South Michigan Avenue à Chicago pour une session d'enregistrement de deux jours obtenue à la dernière minute par son producteur Andrew Loog Oldham. Ces studios sont connus pour avoir enregistré une grande partie des standards de blues qui ont inspiré les Stones comme Chuck Berry, Bo Diddley, Howlin' Wolf, Muddy Waters... Durant cette session avec Ron Malo aux manettes, le groupe y enregistrera une série de chansons dont It's All Over Now et l'EP Five By Five. Grâce à ces sessions, la qualité d’enregistrement des Stones franchit une nouvelle étape puisque tous les instruments sont audibles (dont la grosse caisse de Charlie Watts), la voix de Mick sonne mieux et la prise de son irréprochable.

### Parution et réception
La chanson sort en single le 26 juin 1964 au Royaume-Uni et atteint la première place des charts le 2 juillet. C'est le premier single no 1 du groupe. Aux États-Unis, la chanson sort un mois plus tard en single pour atteindre la 26e place, puis sur l'album américain en octobre.
On retrouve en face B du single, la chanson Good Times, Bad Times. Enregistrée durant la dernière session d'enregistrement du premier album du groupe le 24 et 25 février 1964 aux Regent Sound Studios, elle est la seconde chanson signée Jagger/Richards à sortir après Tell Me.

### Fiche technique
- Mick Jagger : chant, tambourin
- Keith Richards : guitare solo
- Brian Jones : guitare 12 cordes électrique rythmique
- Bill Wyman : basse
- Charlie Watts : batterie
- Ron Malo : ingénieur du son

## Autres reprises notables
It's All Over Now a également été reprise par :
- Johnny Rivers sur l'album In Action (1964)
- Waylon Jennings sur l'album The One and Only (1967)
- Rod Stewart sur l'album Gasoline Alley (1970)
- Ry Cooder sur l'album Paradise and Lunch (1974)
- Johnny Winter sur l'album Captured Live! (1976) comme souvent en concert (environ 268 fois à partir de 1974[2])
- Molly Hatchet sur l'album Flirtin' with Disaster (1979)
- Michel Pagliaro sur l'album Rockers (1980)
- Feargal Sharkey sur l'album Feargal Sharkey (1985)
- John Anderson sur l'album Tokyo, Oklahoma (1985)
- Paul Personne sur l'album Lost in Paris Blues Band (2016) (6 min, avec Robben ford, Ron Thal etc.)
- Depuis 1969 Grateful Dead a fréquemment interprété la chanson en direct (au minimum 154 fois[2])